# OFK Mladenovac
OFK Mladenovac, cyr. ОФК Младеновац – serbski klub piłkarski, mający siedzibę w mieście Mladenovac i powstały w 1924 roku. Aktualnie klub gra w Srpskiej Lidze Belgrad.